# Aix-en-Provence
Aix-en-Provence of Aix is een stad in Zuid-Frankrijk. Aix ligt in het departement Bouches-du-Rhône en is daarvan een onderprefectuur.  Op 1 januari 2022 had Aix 147.933 inwoners, die Aixois worden genoemd. Door de aanwezigheid van twee gerenommeerde universitaire instituten, de Universiteit van Aix-Marseille en het Institut d'études politiques d'Aix-en-Provence, telt de stad relatief veel studenten (ongeveer 30.000).

## Ligging
Aix ligt ten westen van de Montagne Sainte-Victoire en ten noorden van Marseille. Met deze laatste stad vormt Aix een agglomeratie: Métropole Aix-Marseille Provence.
De oppervlakte van Aix-en-Provence bedroeg op 1 januari 2022 186,08 vierkante kilometer; de bevolkingsdichtheid was toen 795 inwoners per km².
De onderstaande kaart toont de ligging van Aix-en-Provence met de belangrijkste infrastructuur en aangrenzende gemeenten.

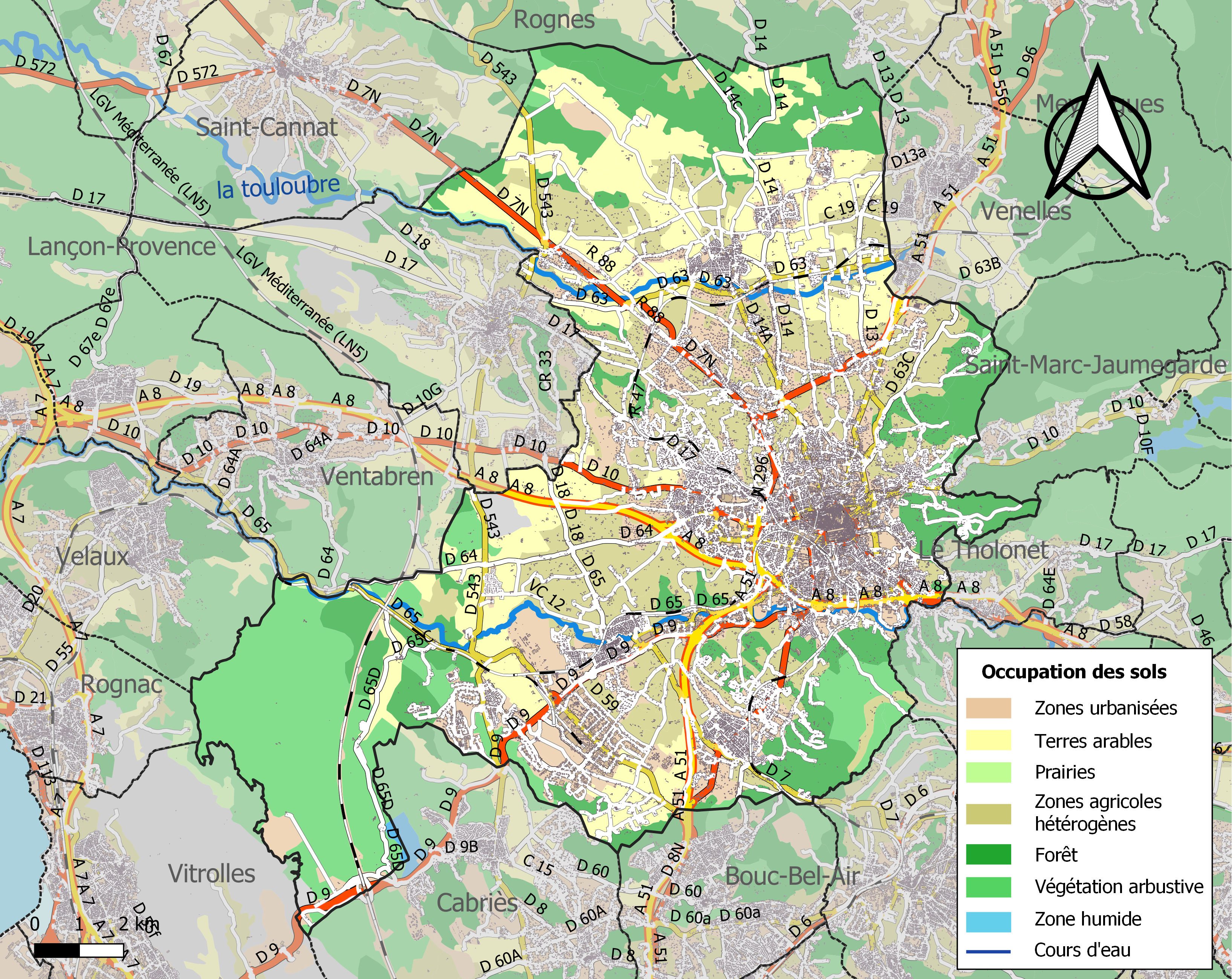

## Demografie
Onderstaande figuur toont het verloop van het inwonertal (bron: INSEE-tellingen).
Vanwege een beveiligingsprobleem met de MediaWiki Graph-software is het momenteel niet mogelijk deze grafiek weer te geven. Zodra de software is bijgewerkt zal de grafiek vanzelf weer zichtbaar worden.

## Geschiedenis

### Oudheid

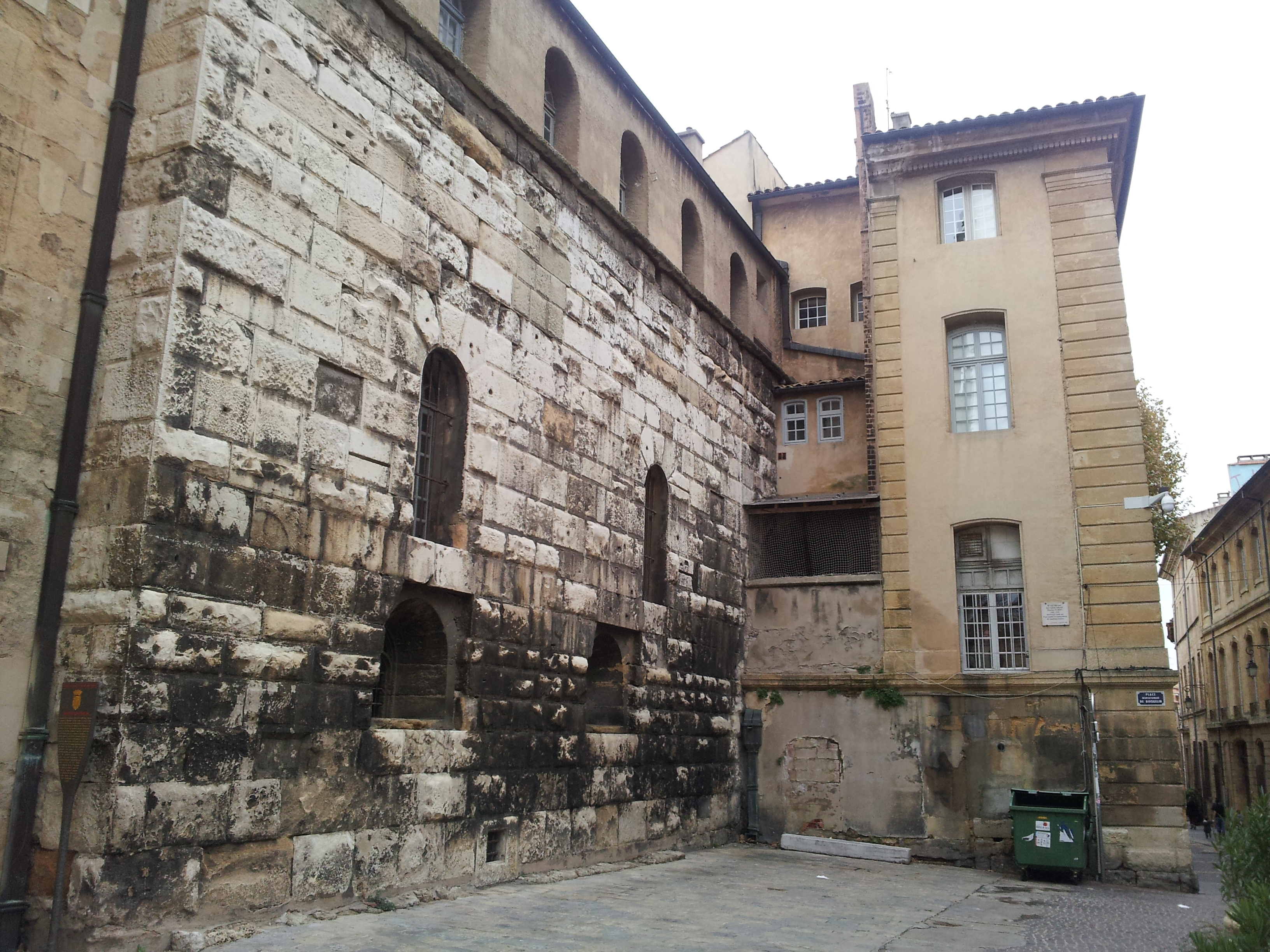
Stuk Romeinse muur aan de kathedraal

Op de plaats van het huidige Aix lag ooit het Keltisch-Ligurische oppidum Entremont. Nadat dit in 123 v.Chr. verwoest werd, werd Aix gesticht in 123 of 122 v.Chr. door consul Sextius Calvinus, vanwege de verschillende bronnen van warm en koud water. Aix wordt in de Geographia van Claudius Ptolemaeus genoemd als Aquae Sextiae Colonia.
In 102 v.Chr. vond de Slag bij Aquae Sextiae plaats, een gevecht tussen de rondtrekkende Germaanse Teutonen en de Ambronen enerzijds en de Romeinen anderzijds. De laatsten wilden voorkomen dat deze stammen Italië zouden binnenvallen. De Germanen werden afgeslacht in een van de bloedigste veldslagen uit de geschiedenis.
Onder Diocletianus werd Aix-en-Provence aan het einde van de 3e eeuw het belangrijkste politieke centrum van de provincie Narbonensis Secunda. In 477 werd Aix bezet door de Visigoten. In de eeuw daarna werd Aix verscheidene keren geplunderd door de Franken en de Lombarden, totdat het werd bezet door de Saracenen in 731.

### Middeleeuwen en later

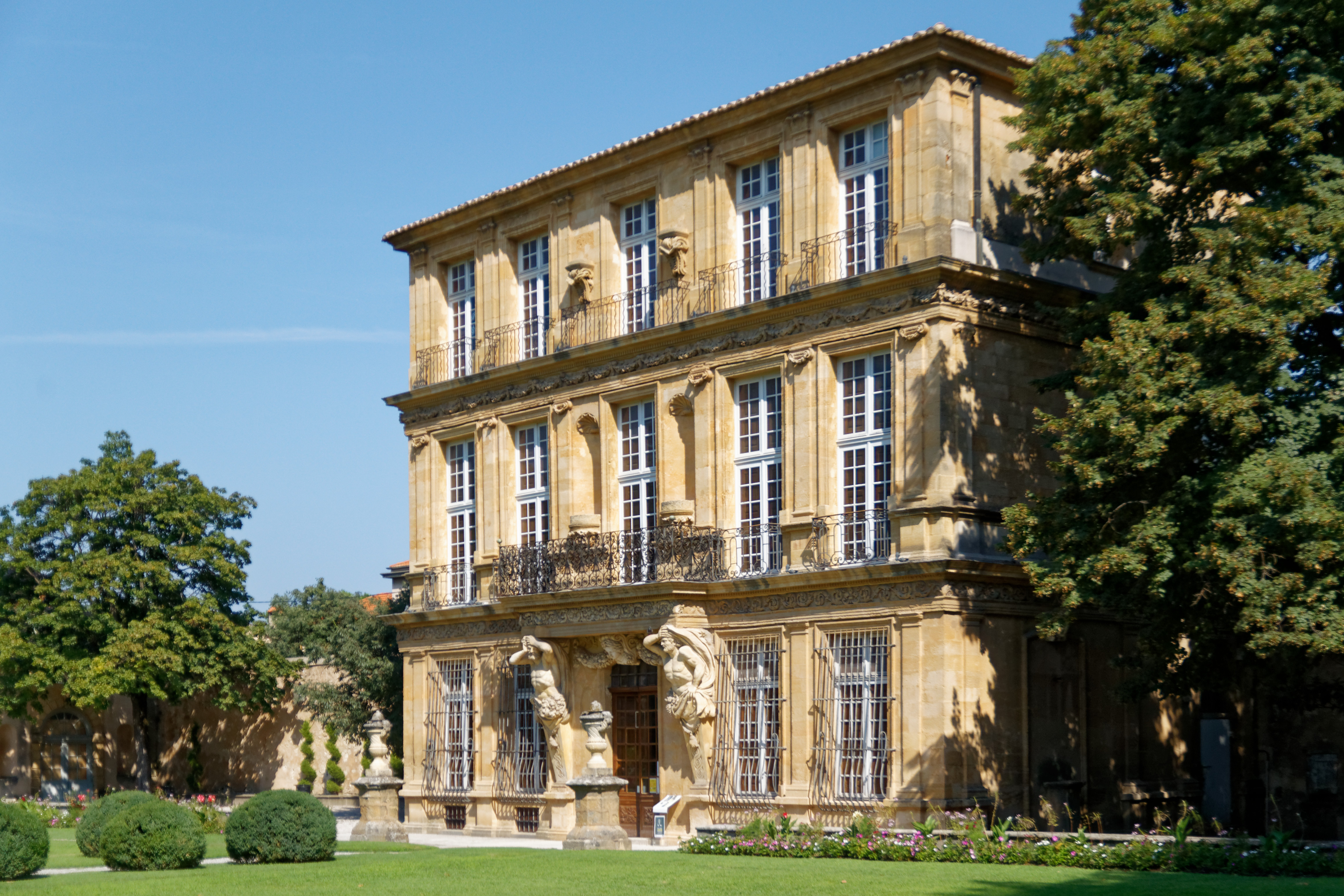
Pavillon de Vendôme

Vanaf 1189 was Aix de hoofdstad van het graafschap Provence. Vanaf de 13e eeuw, onder de huizen Aragon en Anjou, werd het een belangrijk artistiek en intellectueel centrum. In 1409 werd de universiteit gesticht door Lodewijk II van Anjou.
Samen met de rest van Provence werd Aix toegevoegd aan het Koninkrijk Frankrijk in 1481. De stad weigerde echter twee eeuwen lang het gecentraliseerde gezag van de monarchie te erkennen. In 1501 vestigde Lodewijk XII er het Parlement van Provence, dat zou bestaan tot 1789. De stad werd in 1524 en opnieuw in 1536 bezet door de troepen van keizer Karel V. Tijdens de Hugenotenoorlogen koos het Parlement van Provence de zijde van de Heilige Liga en de stad werd in 1592 belegerd door de troepen van Jean Louis de Nogaret de La Valette.
In de 17e eeuw kreeg de huidige stad vorm. Er was nood aan groei buiten de middeleeuwse stadsmuren. Aartsbisschop Michel Mazarin liet de nieuwe Mazarin-wijk bouwen buiten de zuidelijke stadsmuur. Het gebied werd verkaveld en rijke burgers bouwden er hun woningen. Er kwam een nieuwe stadsmuur rond deze nieuwe wijk en op de plaats van de oude stadsmuur kwam de Cours Mirabeau.
Omdat Marseille zich steeds meer als regionaal centrum ontwikkelde, verloor Aix zijn politieke invloed. Marseille werd na de Franse Revolutie gekozen als prefectuur van het departement ten koste van Aix. De industriële revolutie ging voor een groot stuk voorbij aan de stad en voor het traject van de spoorlijn Avignon – Toulon werd ook voorbij gegaan aan Aix.
In de tweede helft van de 20e eeuw werd de stad wel ontsloten dankzij de autosnelweg en later de TGV. Er kwamen industrieterreinen en dankzij de Universiteit van Aix-Marseille is Aix-en-Provence uitgegroeid tot een centrum voor technologie. Sinds circa 1970 is het toerisme belangrijk voor de stad.

## Bezienswaardigheden

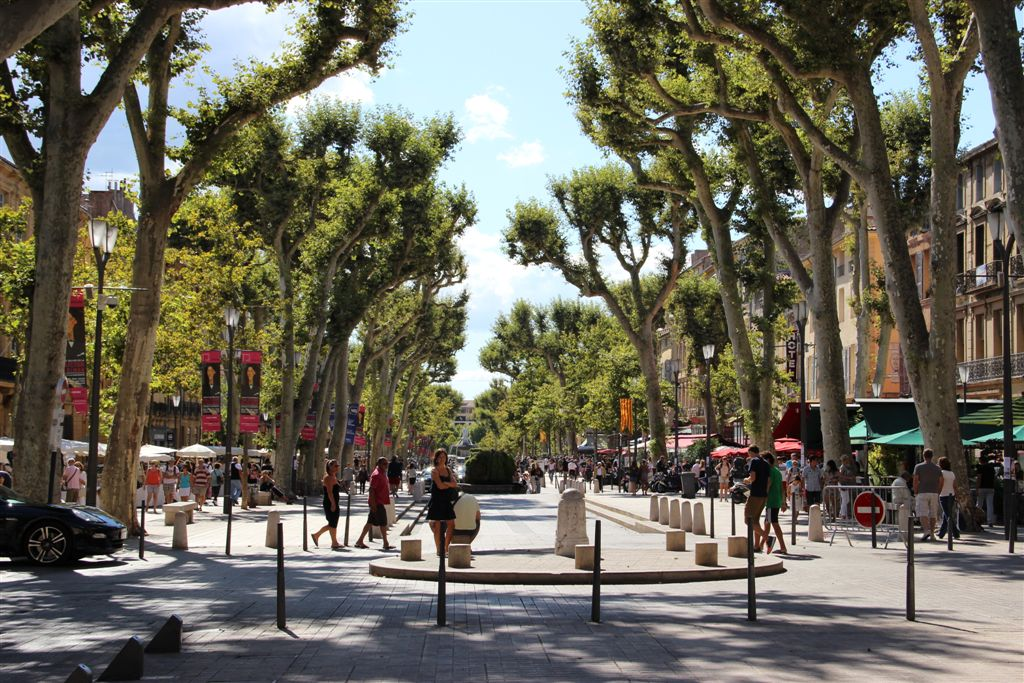
Cours Mirabeau

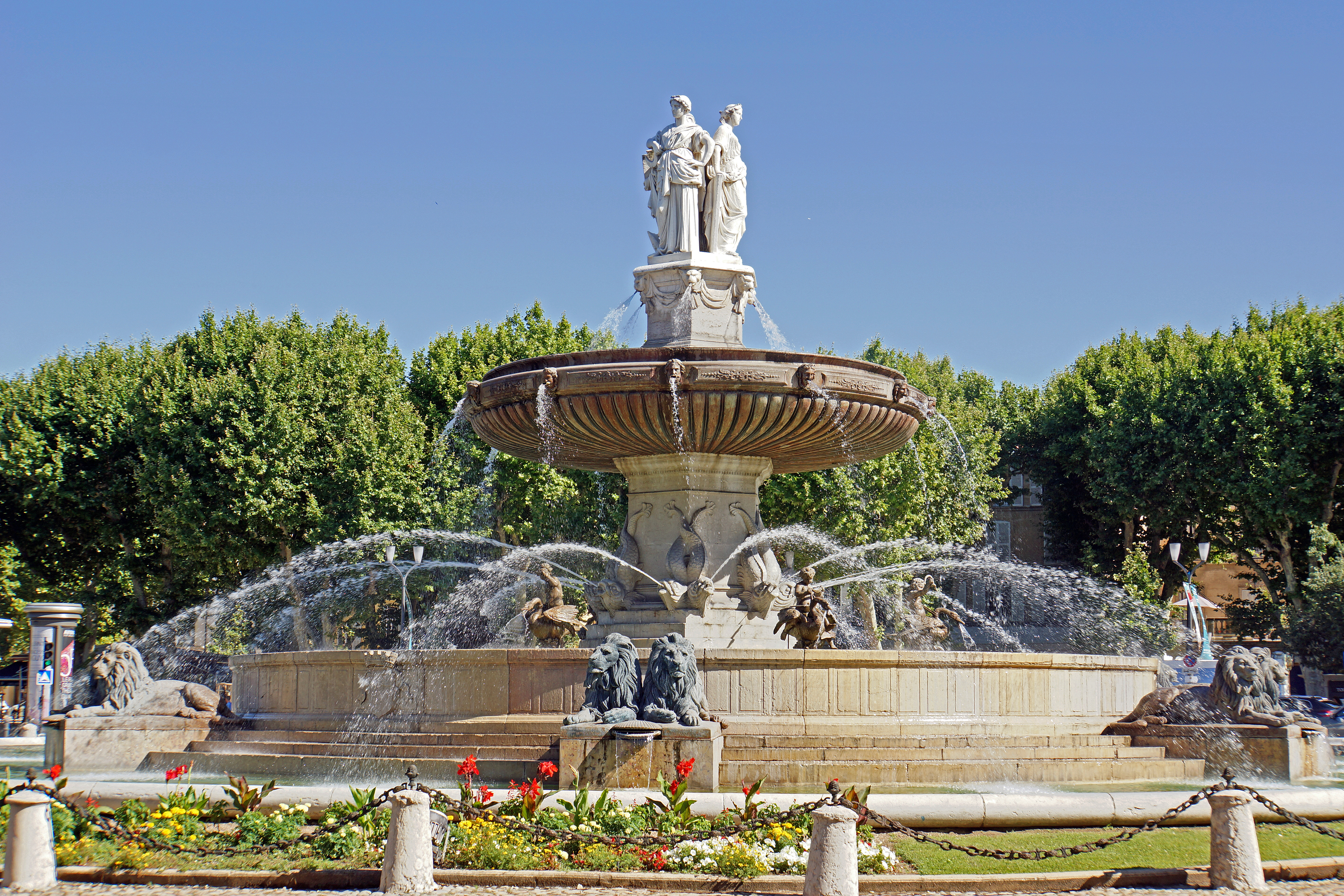
Place de la Rotonde

De beroemdste straat van Aix is de Cours Mirabeau, een laan met platanen, oude herenhuizen en twee fonteinen. Aix wordt ook de stad met duizend fonteinen genoemd, maar in werkelijkheid zijn het er 107.
Ten noorden van de Cours Mirabeau ligt het oude centrum met onder andere de kathedraal Saint-Sauveur (12e – 16e eeuw) met een romaanse kloostergang, een 6e-eeuws baptisterium en Le Buisson ardent, een Franse primitief van de hand van Nicolas Froment. De kathedraal is gebouwd op een plaats waar waarschijnlijk eerder een Apollotempel stond. De kathedraal beschikt over een romaans, een gotisch en een barok kerkschip. Verder liggen in het oude centrum het stadhuis (met zijn smeedijzeren hek) en vele pleintjes zoals de place Albertas en de place Richelme.
Ten zuiden van de Cours Mirabeau bevindt zich de planmatig aangelegde Mazarin-wijk met het museum Granet, de Saint-Jean-de-Maltekerk, de fontein van de Vier Dolfijnen en vele woningen van aristocraten, magistraten en andere notabelen uit de 17e eeuw. Veel van de gebouwen in Aix zijn gebouwd met de gele zandsteen uit de groeve van Bibémus op vijf kilometer van het stadscentrum. Deze steengroeve was al in gebruik in de Romeinse tijd.

### Musea
- Musée Granet, kunstmuseum met een rijke verzameling aan schilder- en beedhouwkunst. Naast het oude museum is er ook het Granet XXe met moderne schilderkunst uit de collectie Jean Planque.
- Fondation Vasarely, kunstmuseum in een modern, beschermd gebouwd;
- Centre d'Art Caumont, gevestigd in het Hôtel de Caumont (ook Hôtel de Réauville). Dit classistisch burgerpaleis uit de 17e eeuw bezit een authentieke statietrap, muziekkamer en slaapkamer en een Franse tuin. Jaarlijk vinden er twee tijdelijke tentoonstellingen plaats gewijd aan grote namen uit de kunstgeschiedenis.
- Hôtel Gallifret, een particulier initiatief gewijd aan moderne kunst.
- Atelier van Cézanne (atelier des Lauves);[5]
- Muséum d'Histoire naturelle.
- Musée du Vieil-Aix.

## Verkeer en vervoer
In de stad ligt spoorwegstation Aix-en-Provence. Ook is er een TGV-station (Aix-en-Provence TGV), 20 km verderop, bereikbaar met de Navette.
De autosnelwegen A8 en A51 lopen door de gemeente.

## Sport
In Aix-en-Provence lag zes keer de eindstreep van een etappe van de Tour de France. Zeven keer vertrok er een etappe; voor het laatst in 2013. Daarvoor had Aix meer dan vijftig jaar moeten wachten op een doorkomst van de Tour. De Belg Emile Daems was toen – in 1962 – de laatste ritwinnaar in Aix-en-Provence.

## Stedenband
- Tübingen (Duitsland), sinds 1960
- Perugia (Italië), sinds 1970
- Bath (Verenigd Koninkrijk), sinds 1977
- Granada (Spanje), sinds 1979
- Coimbra (Portugal), sinds 1985
- Karthago (Tunesië), sinds 1992
- Ashkelon (Israël), sinds 1995

## Bekende inwoners van Aix-en-Provence

### Geboren

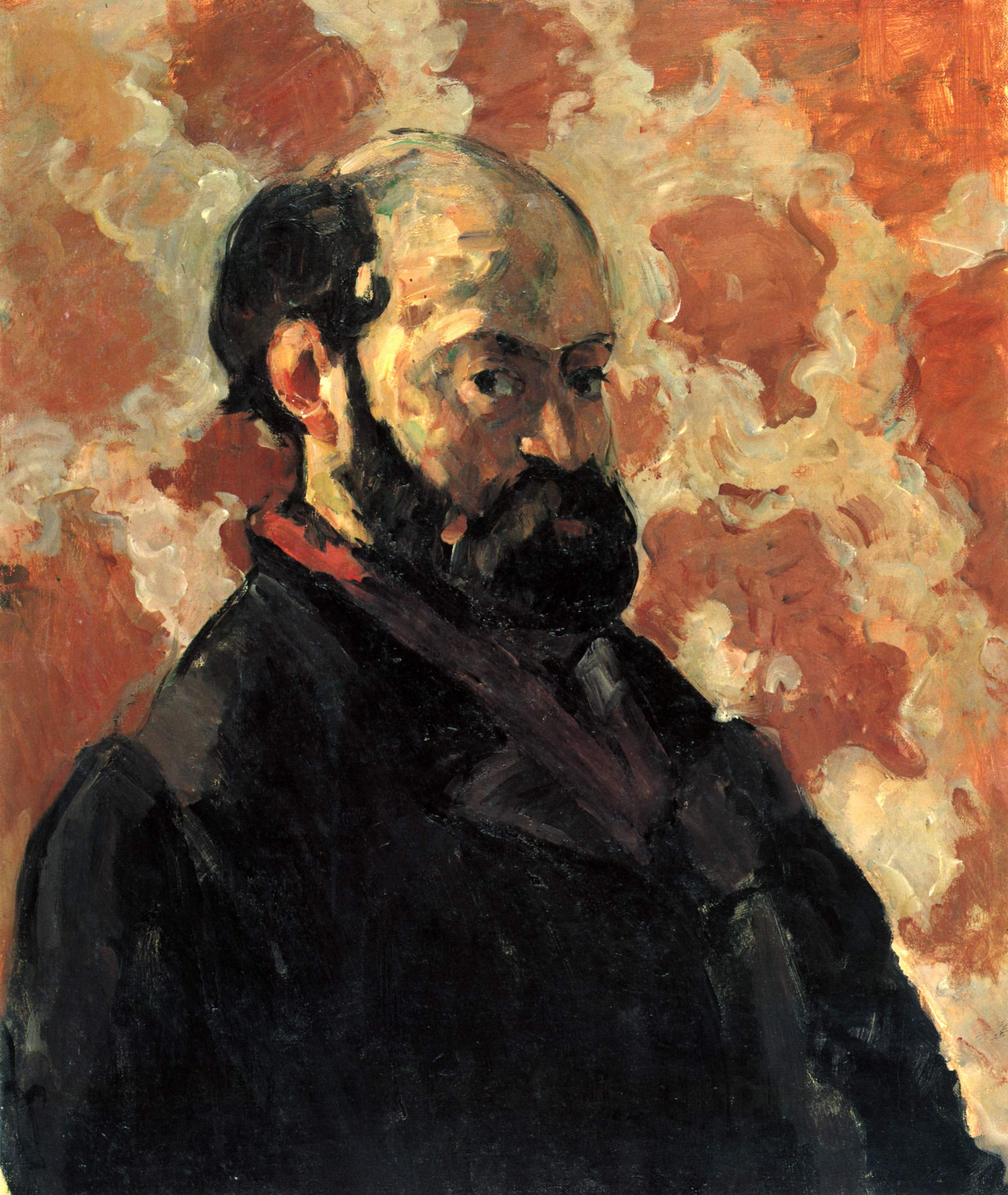
Zelfportret van Paul Cézanne (1839-1906)

- Eleonora van Provence (ca. 1223-1291), koningin van Engeland
- Joseph Pitton de Tournefort (1656-1708), botanicus
- André Campra (1660-1744), componist
- Jean-Baptiste van Loo (1684-1745), ontwerper en portretschilder
- Louis-François Renaud de Villeneuve-Forcalqueiret (1686-1766), bisschop van Viviers en bisschop van Montpellier
- Pierre de Reboul de Lambert (1704-1791), graaf-bisschop van Saint-Paul-Trois-Châteaux
- Etienne-Martin Maurel de Mons (1752-1830), aartsbisschop van Avignon en empirebaron
- François Marius Granet (1775-1849), kunstschilder
- Paul Cézanne (1839-1906), kunstschilder
- Henri Guisol (1904-1994), acteur
- Léo Joannon (1904-1969), filmregisseur
- Paul Veyne (1930-2022), historicus
- Emanuel Ungaro (1933-2019), modeontwerper
- Andréa Ferréol (1947), actrice
- Henri Michel (1947-2018), voetballer en voetbalcoach
- Hélène Grimaud (1969), pianiste
- Dagur Kári (1973), IJslands filmregisseur
- Rémi Pauriol (1982), wielrenner
- Valentin Eysseric (1992), voetballer
- Julien Serrano (1998), voetballer
- Clara Copponi (2000), wielrenster
- Enzo Paleni (2002), wielrenner

### Woonachtig (geweest)
- Émile Zola (1840-1902), schrijver
- Maurice Blondel (1861-1949), filosoof
- Victor Vasarely (1908-1997), schilder – op-art